# San Venanzo
San Venanzo è un comune italiano di 2 131 abitanti della provincia di Terni in Umbria. È il 15º comune umbro per estensione, con una superficie complessiva di oltre 16 900 ettari (169 km²).

## Geografia fisica
- Classificazione climatica: zona E, 2211 GR/G

San Venanzo fa parte della Comunità Montana Monte Peglia e Selva di Meana.
Nascono nel territorio comunale di San Venanzo il Faenella, il Fersinone, il Calvana ed il Faena.

## Storia
La presenza dell'uomo nella zona è confermata dai ritrovamenti di reperti risalenti al Paleolitico, al Neolitico, all'età del bronzo e del ferro, lungo il corso dei torrenti Calvana e Fersinone. Ora questi resti sono conservati al Museo archeologico nazionale di Perugia. Anche gli Etruschi hanno lasciato tracce consistenti della loro presenza. Le origini dell'abitato di San Venanzo risalgono all'epoca bizantina, intorno all'VIII secolo.
La particolare collocazione di questa area geografica, compresa tra Orvieto, Perugia e Todi, fu tra le principali cause, durante l'epoca comunale, di numerose guerre locali. A partire dall'anno 1290 San Venanzo appartenne ai Monaldeschi di Orvieto e ne seguì le sorti fino al prevalere del dominio della Chiesa (XVI secolo). San Venanzo rimase compreso nel territorio di Orvieto fino al 1929, quando divenne comune autonomo inglobando il comune di San Vito. La ricchezza del borgo è però data dal suo ambiente naturale incontaminato, tra i più suggestivi della regione. Di grande interesse naturalistico il Parco dei Sette Frati, situato in prossimità della cima del monte Peglia: l'area verde ospita una riserva faunistica protetta e il Centro di documentazione flora e fauna del Monte Peglia. In questa zona, 265.000 anni fa, era attivo uno dei 3 vulcani ‘bonsai’ identificati da studi recenti, che hanno permesso di sviluppare anche il filone del turismo didattico-ambientale con l'apertura del Parco e Museo Vulcanologico nel 1999. Perla del Museo è la venanzite, roccia vulcanica unica al mondo nel suo genere che può essere osservata in loco in un'antica cava, che è il fulcro del Parco Vulcanologico, vero e proprio museo all'aria aperta. Resti vulcanici sono presenti anche nel letto del torrente Fersinone, che scavando una profonda gola che si allunga fino alla Valnestore a Morcella, nel comune di Marsciano. Ben documentata è anche la presenza etrusca lungo il corso del Fersinone, in particolare a Poggio Aquilone, dove sono stati rinvenuti resti funerari etruschi.

## Monumenti e luoghi d'interesse
Fra i suoi edifici più rappresentativi si segnala Villa Faina, da tempo sede del Comune. Inoltre, ogni anno, l'omonimo parco ospita il festival musicale ad ingresso gratuito Incanto d'Estate, che ha visto esibirsi numerosi artisti italiani di rilievo nazionale. Tra le frazioni, si trovano i borghi di Rotecastello, Pornello e Collelungo.

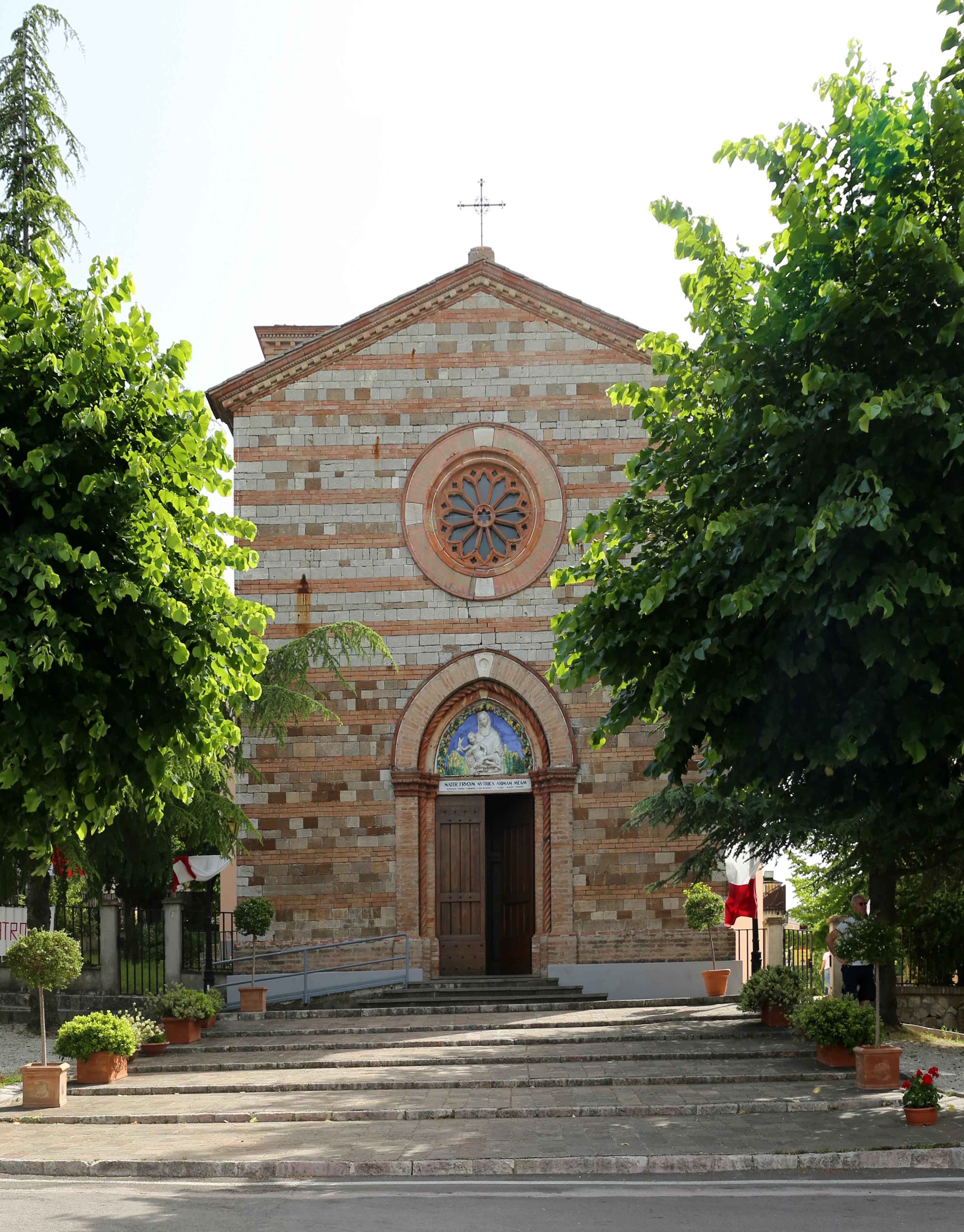
Chiesa di San Venanzo.
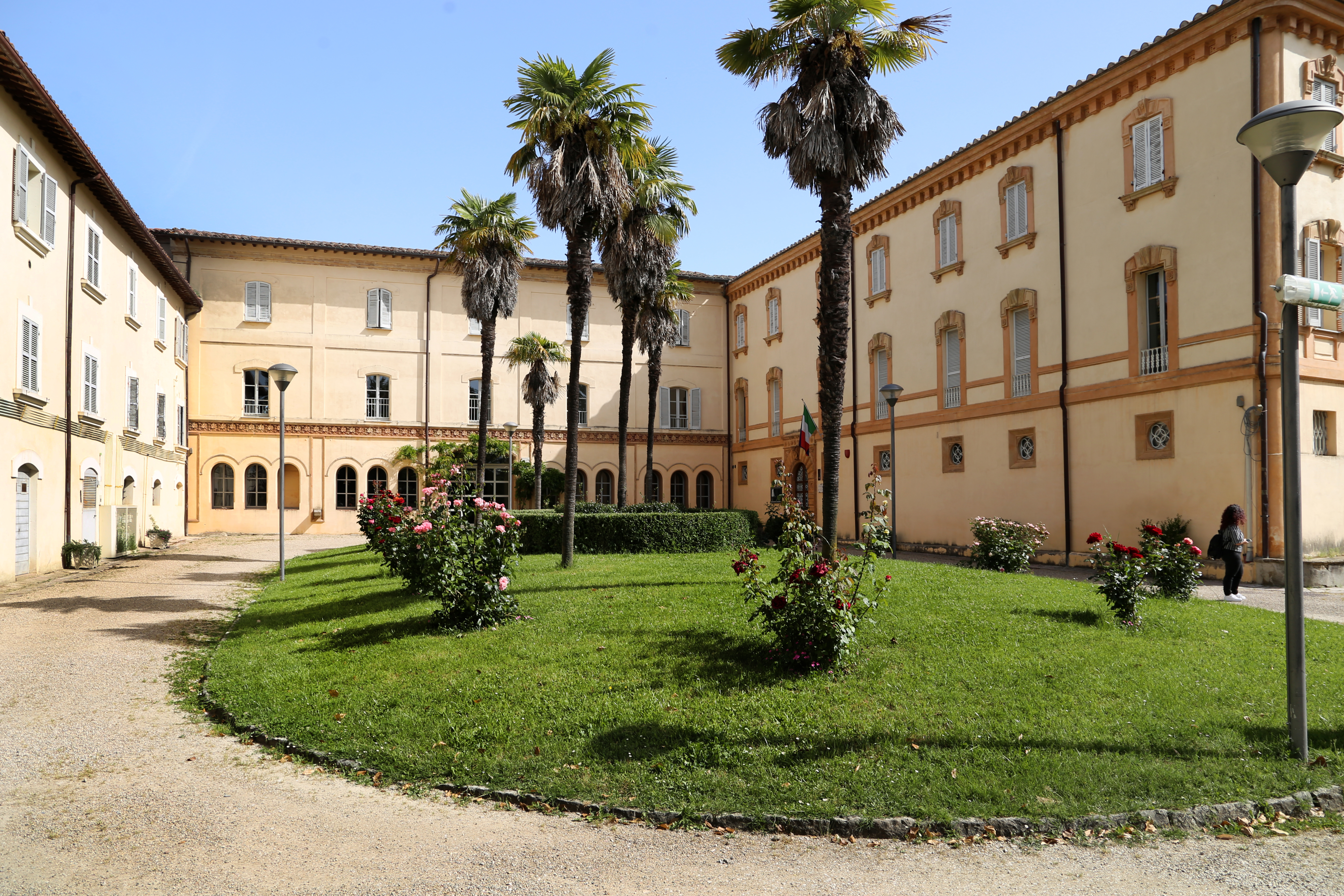
Palazzo Comunale (Villa Faina).
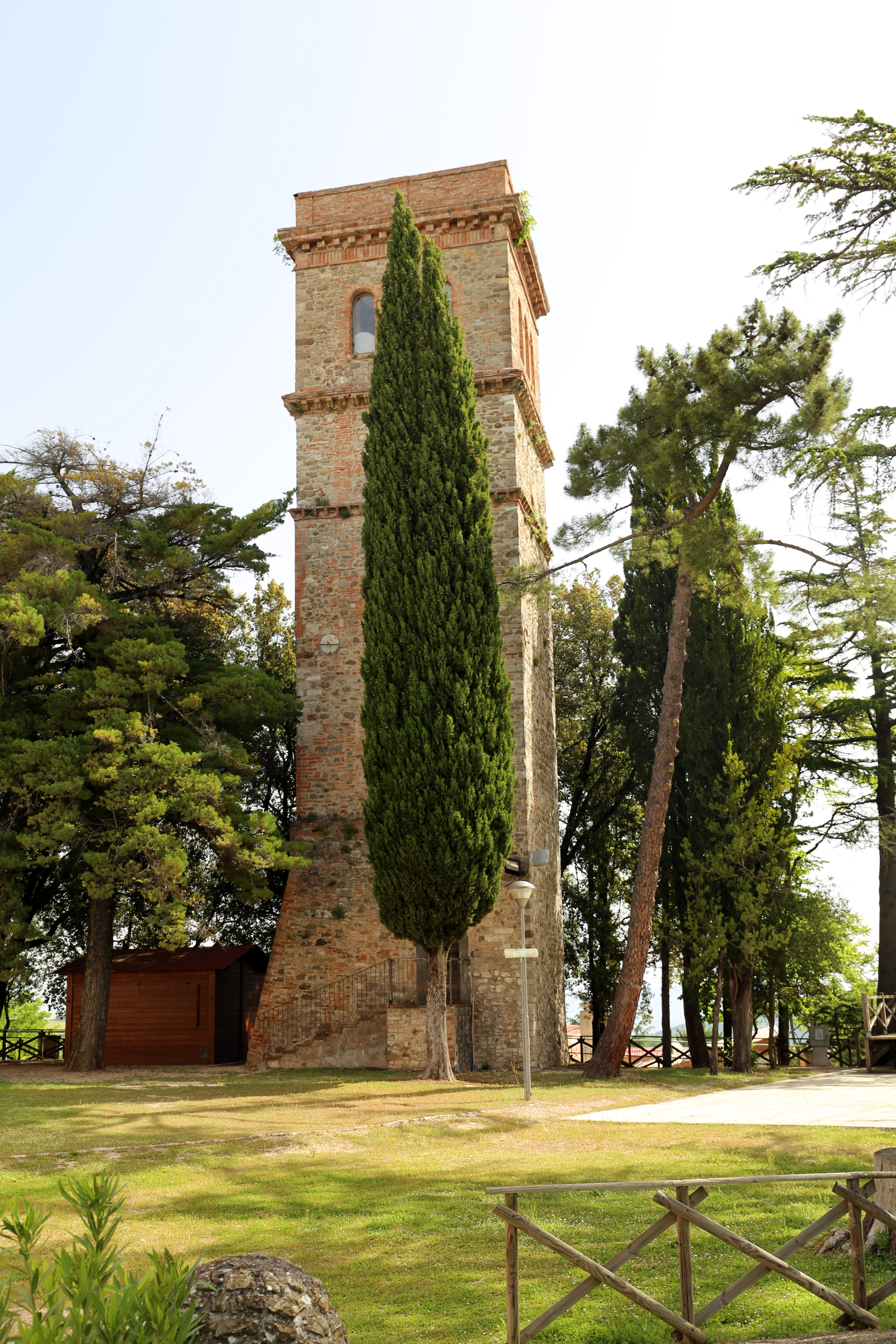
Torre Antica.
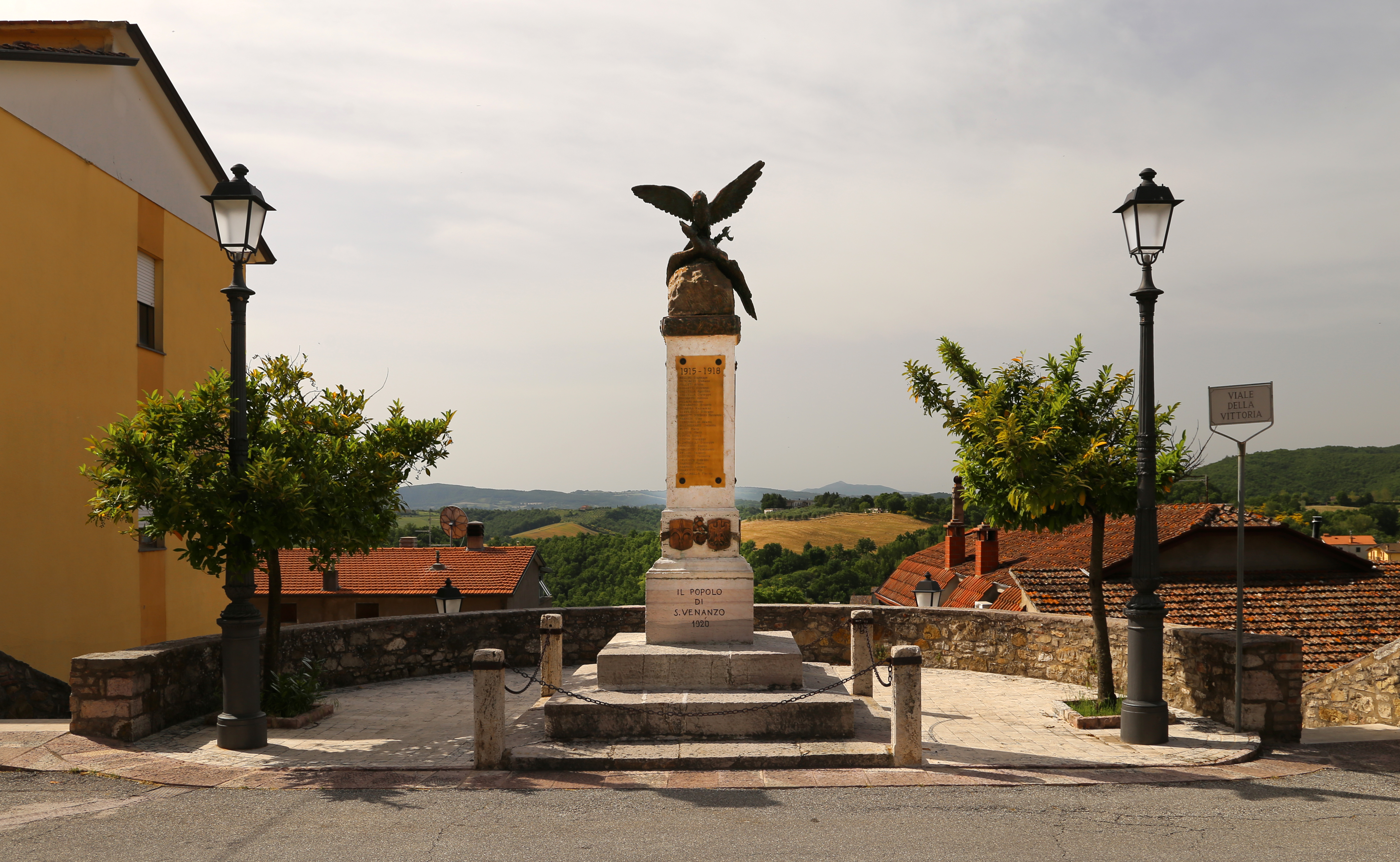
Monumento ai Caduti.
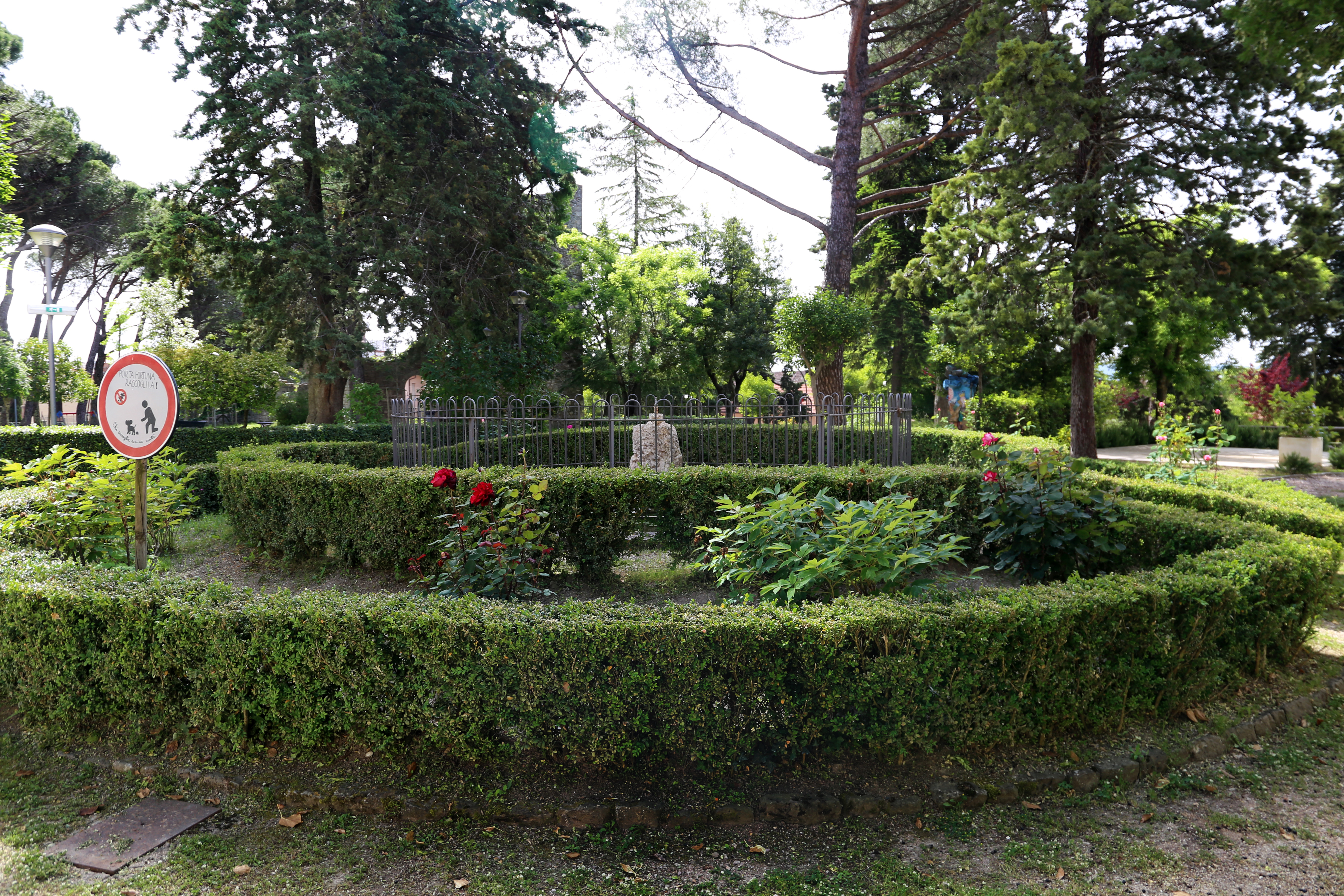
Giardini Villa Faina.
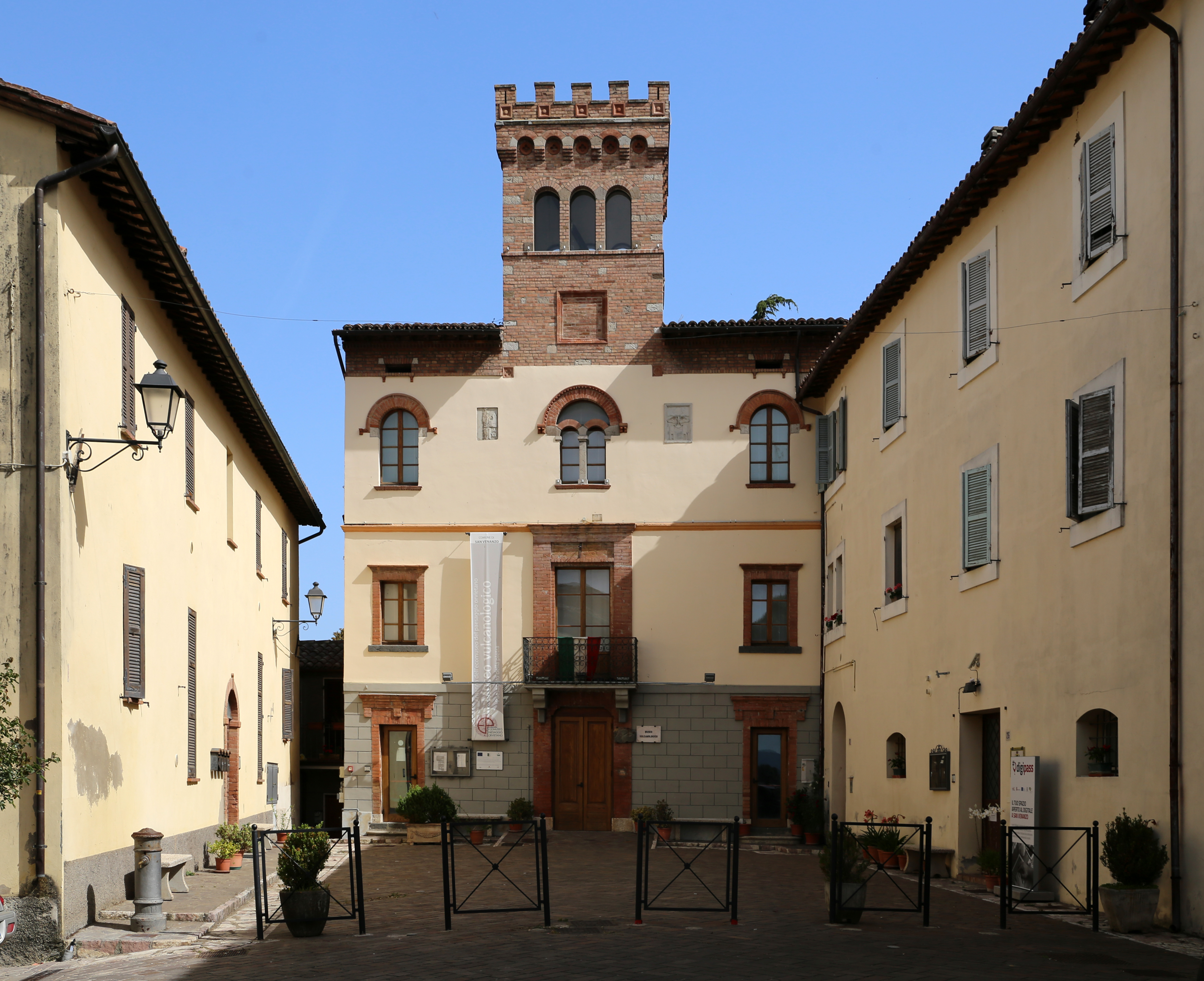
Museo Vulcanologico.
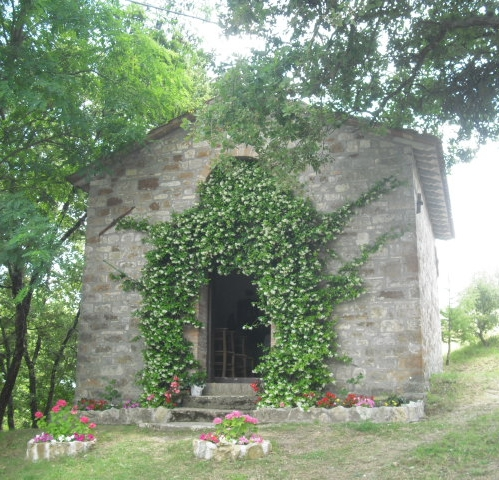
Madonnina dei Monti (Civitella dei Conti).
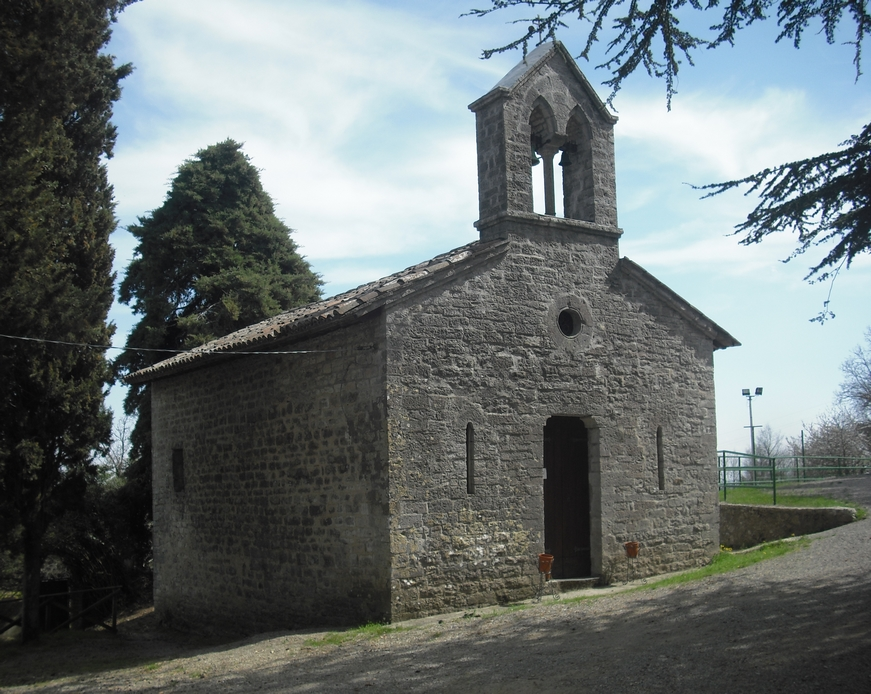
Santa Caterina.

## Società

### Evoluzione demografica
Abitanti censiti

### Wao Festival
Annualmente nel parco dei Sette Frati si svogle un festival culturale/musicale nel mese di luglio/agosto che chiama tra le 5000 alle 8000 persone.

## Geografia antropica

### Frazioni
| POS. | Località            | Residenti | Superficie | Densità |
| ---- | ------------------- | --------- | ---------- | ------- |
| 1    | Ripalvella          | 154       | 15,1       | 10,2    |
| 2    | San Marino          | 68        | 15,3       | 4,4     |
| 3    | Poggio Aquilone     | 59        | 9,7        | 6,0     |
| 4    | Civitella dei Conti | 40        | 12,5       | 3,2     |
| 5    | Collelungo          | 33        | 10,3       | 3,2     |
| 6    | San Vito in Monte   | 18        | 28,5       | 0,6     |
| 7    | Poggio Spaccato     | 14        | 7,7        | 1,8     |
| 8    | Rotecastello        | 12        | 12,4       | 0,9     |
| 9    | Pornello            | 10        | 14,8       | 0,7     |
| 10   | Ospedaletto         | 4         | 7,5        | 0,5     |
|      | Totale              | 412       | 133,8      | 3,1     |

## Il capoluogo
San Venanzo, senza frazioni, conta 1.773 abitanti, distribuiti in una superficie di 35,65 km². La densità è di 49,7 abitanti per km².

## Enogastronomia
Prodotti tipici del paese sono i salumi: il più noto è la Sella di San Venanzo.

## Amministrazione
San Venanzo è sempre stata una delle roccaforti rosse dell'Umbria. Dalla dissoluzione del PCI ha sempre vinto il centro-sinistra. I sindaci Adriano Rossi, Giorgio Posti, Francesca Valentini Rellini hanno tutti governato per due mandati con vittorie nette talvolta vicine o superiori al 90%. L'attuale sindaco Marsilio Marinelli(PD) è al 3º mandato dopo aver vinto il 26 maggio 2014 con l'83,71%, il 26 maggio 2019 con il 77,87% contro il candidato del centro-destra Nucci e il 9 giugno 2024 con il 68,69%, contro gli sfidanti del centro-destra Valentini e Rellini di Alternativa Popolare.

### Lista sindaci dal 1985
| Nº             | Primo cittadino | Primo cittadino | Primo cittadino             | Mandato        | Mandato        | Partito                                                       | Carica                                        |                |
| Nº             | Primo cittadino | Primo cittadino | Primo cittadino             | Inizio         | Fine           | Partito                                                       | Carica                                        |                |
| Sindaci eletti | Sindaci eletti  | Sindaci eletti  | Sindaci eletti              | Sindaci eletti | Sindaci eletti | Sindaci eletti                                                | Sindaci eletti                                | Sindaci eletti |
| -------------- | --------------- | --------------- | --------------------------- | -------------- | -------------- | ------------------------------------------------------------- | --------------------------------------------- | -------------- |
| 1              |                 |                 | Adriano Rossi               | 1 luglio 1985  | 26 giugno 1990 | Partito Comunista Italiano                                    | Sindaco eletto con il 93,18% dei voti.        |                |
|                |                 |                 | Adriano Rossi               | 27 giugno 1990 | 23 aprile 1995 | Partito Comunista Italiano-Partito Democratico della Sinistra | Sindaco confermato con il 87,51% dei voti.    |                |
| 2              |                 |                 | Giorgio Posti               | 24 aprile 1995 | 13 giugno 1999 | Partito Democratico della Sinistra-Democratici di Sinistra    | Sindaco eletto con il 63,58% dei voti.        |                |
|                |                 |                 | Giorgio Posti               | 14 giugno 1999 | 13 giugno 2004 | Democratici di Sinistra                                       | Sindaco confermato con il 66,43% dei voti.    |                |
| 3              |                 |                 | Francesca Valentini Rellini | 14 giugno 2004 | 7 giugno 2009  | Democratici di Sinistra-Partito Democratico                   | Sindaco eletto con il 72,56% dei voti.        |                |
|                |                 |                 | Francesca Valentini Rellini | 8 giugno 2009  | 25 maggio 2014 | Partito Democratico                                           | Sindaco confermato con il 57,07% dei voti.    |                |
| 4              |                 |                 | Marsilio Marinelli          | 26 maggio 2014 | 26 maggio 2019 | Partito Democratico                                           | Sindaco eletto con il 83,71% dei voti.        |                |
|                |                 |                 | Marsilio Marinelli          | 27 maggio 2019 | 9 giugno 2024  | Partito Democratico                                           | Sindaco confermato con il 77,87% dei voti.    |                |
|                |                 |                 | Marsilio Marinelli          | 10 giugno 2024 | "in carica"    | Partito Democratico                                           | Sindaco ri-confermato con il 68,69% dei voti. |                |

## Sport
Nel comune è presente l'ASD San Venanzo nata nel 1968, che milita nel girone di Promozione Umbra di calcio, e che nella stagione 2010/2011 ha militato nel campionato di Eccellenza, il più alto traguardo della società. La squadra disputa le sue gare interne nello stadio comunale Aldo Pambianco inaugurato nel 2008. Il club partecipa anche con una squadra di calcio a 5 femminile.